# Lira Mocenigo
Lira Mocenigo (o più semplicemente Mocenigo) è la lira veneziana emessa per la prima volta sotto il dogato di Pietro Mocenigo tra il 1474 ed il 1476.
Il Mocenigo mantenne il nome anche con i dogi successivi e fu coniata fino al 1575.
I tipi sono quelli classici: al dritto è rappresentato il doge inginocchiato che riceve lo stendardo da San Marco ed al rovescio il Cristo nimbato. Pesava circa 6,52 grammi ed era al titolo del 928 millesimi di fino.
Ebbero lo stesso nome anche monete simili di Modena e Mantova, coniate nel XVI secolo.